# 筒车

筒车，又名“流水筒车”和“水转筒车”，简称“筒轮”，是中國古代的輪式提水機械，可將低窪處的水提至更高的地方，古農常以之為農田等灌溉。一般以水力和畜力作爲動力。南方的筒車多為竹製，北方筒車多為木製。

## 歷史
筒车起源于隋唐时期，唐代诗人刘禹锡的《机汲记》中曾有关于筒车运作的描述，诗圣杜甫也有“连筒灌小园”的诗句描写筒车。宋朝李昉的《太平广记》载，唐初的僧人浇园之时“以木桶相连，汲于井中。”的筒车取水情景。因构造较简单且成本低廉、维修方便，至宋代，筒車已在今浙江、江西、湖南、廣東和廣西等地得到普及。
约在公元9世纪，陈廷章在《水轮赋》中描述：“水能利物，轮乃曲成。升降满农夫之用，低徊随匠氏之程。始崩腾以电散，俄宛转以风生。虽破浪于川湄，善行无迹；既斡流于波面，终夜有声。”可见那时对于筒车的制造已有一定的规章流程。五代十国时期的王宫内摩诃池畔，已有架起高转筒车进行取水，用来向王宫屋顶浇水降温。至南宋，筒车不仅在城市、运河的供水中使用，在农田灌溉中的应用也有记载。元朝王祯于其著作《农书》中对筒车有很详尽的描述，亦有插画描绘。此书還有記載可提水十丈以上的高轉筒車，但区别于一般的圆形筒车，这种筒车在形态上與翻車（即龍骨水車）更为相像。
現在甘肅和寧夏黃河沿岸仍可見大型筒車的使用。

## 結構與原理
建置筒车者往往会在有湍流的溪流或河流岸旁打下一对质地坚硬的木桩，木制一大轮，将大轮的轮轴置于桩叉上。大轮上半部高出堤岸，下半部则淹没于水中，可由水流驱使其转动。大轮的轮辐外有受水板，其上斜斜地系有若干个竹制水筒，岸旁接近水筒的位置，设有通向需要灌溉处的水槽。当大轮上的挡板受湍流冲击，轮子便会转动，水筒中灌满水，转过轮顶时，筒口向下倾斜，水恰好倒入水槽，并沿水槽流向田间。只要溪流水位能一直保持淹没下半部分大轮，筒车就能全天候地运转，从而免去灌溉所需的人畜之力，功效高。水筒与水轮相辅相成，既是接受水力的驱动构件，又是提水倒水的工作构件。

### 種類
筒车分“车戽”、“卫转筒车”和“高转筒车”等类型。大轮轴的外端裝有一個立轮的则称之为牛转筒车或卫转筒车。高转筒车通过两个大轮，将低处之水提向高处。高转筒车一般建于水岸较为高且陡峭之处，一般以水流作为主要动力。此外也有依靠畜力带动齿轮传动的“畜力筒车”。